# Канейдиан (Техас)
Канейдиан (англ. Canadian) — город в США, расположенный в северной части штата Техас, в восточной части Техасского выступа, административный центр округа Хемпхилл. По данным переписи за 2010 год число жителей составляло 2649 человек, по оценке Бюро переписи США в 2015 году в городе проживало 3013 человек.

## История
До основания города, местность пересекали Франсиско Васкес де Коронадо в поисках семи золотых городов Сиболы, торговцы, путешествовавшие из Миссури в Нью-Мексико, и отряды, привлечённые золотой лихорадкой в Калифорнии. Канейдиан был основан в 1887 году компанией, занимавшейся планированием городов на пути железной дороги Kansas Railway. Город был назван в честь реки Канейдиан-Ривер, на южном берегу которой он расположен. Летом 1887 года в город была проведена железная дорога. В том же году Канейдиан стал административным центром округа Хемпхилл. В 1888 году было проведено первое родео в городе, которое позже стало ежегодным событием под названием «Воссоединение ковбоев» (англ. Cowboys' Reunion).
К 1900 году был принят устав города и созданы органы местного управления. Город стал крупным торговым центром, в котором располагались офис подразделения железной дороги, веерное депо, хлопкоочистительные машины, элеваторы, банки, школы и ряд других предприятий. В 1903 году в округе приняли сухой закон. В городе выпускалось семь газет, из которых одна, «Record», продолжает издаваться.
В начале 1950-х годов в городе был упразднён офис железной дороги и перестали функционировать депо. Тем не менее город продолжил развиваться как сельскохозяйственный, а также нефте- и газодобывающий центр.

## География
Канейдиан находится в северо-западной части округа, его координаты: 35°54′35″ с. ш. 100°23′02″ з. д.. Город находится на слиянии ручья Ред-Дир-Крик и реки Канейдиан-Ривер.
Согласно данным бюро переписи США, площадь города составляет около 3,4 квадратных километра, полностью занятых сушей.

### Климат
Согласно классификации климатов Кёппена, в Канейдиане преобладает семиаридный климат умеренных широт (BSk).
| Показатель                    | Янв.  | Фев.  | Март | Апр. | Май  | Июнь | Июль | Авг. | Сен. | Окт.  | Нояб. | Дек. | Год   |
| ----------------------------- | ----- | ----- | ---- | ---- | ---- | ---- | ---- | ---- | ---- | ----- | ----- | ---- | ----- |
| Абсолютный максимум, °C       | 29,4  | 32,2  | 35   | 37,2 | 40,6 | 44,4 | 43,9 | 43,3 | 42,2 | 38,3  | 32,2  | 28,9 | 44,4  |
| Средний суточный максимум, °C | 10,1  | 12,9  | 17,4 | 22,9 | 27   | 31,9 | 34,9 | 34,3 | 29,9 | 24    | 16,6  | 10,9 | 22,7  |
| Средняя температура, °C       | 2,3   | 4,9   | 9,1  | 14,7 | 19,5 | 24,6 | 27,3 | 26,7 | 22,2 | 15,8  | 8,4   | 3,3  | 14,9  |
| Средний суточный минимум, °C  | −5,4  | −3,2  | 0,7  | 6,5  | 11,9 | 17,2 | 19,8 | 19   | 14,6 | 7,6   | 0,3   | −4,2 | 7,1   |
| Абсолютный минимум, °C        | −25,6 | −22,2 | −20  | −9,4 | −4,4 | 3,9  | 8,3  | 7,2  | −2,8 | −11,7 | −18,9 | −25  | −25,6 |
| Норма осадков, мм             | 12    | 20    | 30   | 46   | 91   | 83   | 54   | 62   | 58   | 42    | 24    | 18   | 541   |
| Источник: weatherbase.com     |       |       |      |      |      |      |      |      |      |       |       |      |       |

## Население
Согласно переписи населения 2010 года в городе проживало 2649 человек, было 936 домохозяйств и 680 семей. Расовый состав города: 85,6 % — белые, 0,2 % — афроамериканцы, 0,5 % — коренные жители США, 0,3 % — азиаты, 0,0 % (1 человек) — жители Гавайев или Океании, 11,6 % — другие расы, 1,8 % — две и более расы. Число испаноязычных жителей любых рас составило 33,9 %.
Из 936 домохозяйств, в 42,4 % живут дети младше 18 лет. 58,8 % домохозяйств представляли собой совместно проживающие супружеские пары (31,6 % с детьми младше 18 лет), в 8,9 % домохозяйств женщины проживали без мужей, в 5 % домохозяйств мужчины проживали без жён, 27,4 % домохозяйств не являлись семьями. В 24,6 % домохозяйств проживал только один человек, 10,4 % составляли одинокие пожилые люди (старше 65 лет). Средний размер домохозяйства составлял 2,79 человека. Средний размер семьи — 3,33 человека.
Население города по возрастному диапазону распределилось следующим образом: 33,7 % — жители младше 20 лет, 27,1 % находятся в возрасте от 20 до 39, 27,9 % — от 40 до 64, 11,3 % — 65 лет и старше. Средний возраст составляет 32,6 года.
Согласно данным опросов пяти лет с 2011 по 2015 годы, средний доход домохозяйства в Канейдиане составляет 55 761 доллар США в год, средний доход семьи — 59 219 долларов. Доход на душу населения в городе составляет 25 712 долларов. Около 12,5 % семей и 16 % населения находятся за чертой бедности. В том числе 9,7 % в возрасте до 18 лет и 5,4 % в возрасте 65 и старше.

## Местное управление
Управление городом осуществляется избираемыми мэром, заместителем мэра и городским советом, состоящим из четырёх человек.

## Инфраструктура и транспорт
Через Канейдиан проходят автомагистрали США 60 и 83.
В городе располагается аэропорт округа Хемпхилл. Аэропорт располагает двумя взлётно-посадочными полосами длиной 1525 и 915 метров. Ближайшим аэропортом, выполняющим коммерческие пассажирские рейсы, является региональный аэропорт Liberal Mid-America Regional Airport в Либерале, штат Канзас. Аэропорт находится примерно в 155 километрах к северу от Канейдиана.

## Образование
Город обслуживается независимым школьным округом Канейдиан.

## Экономика
Согласно финансовому отчёту города за 2015 отчётный год, Канейдиан владел активами на сумму $16,70 млн., долговые обязательства города составляли $5,98 млн. Доходы города в 2015 году составили $4,02 млн., а расходы $4,01 млн.

## Отдых и развлечения
Ежегодно в городе проводятся родео, летный музыкальный фестиваль и осенний фестиваль.
В Канейдиане располагается музей пионеров Ривер-Валли.

## Город в популярной культуре
В городе снималась часть фильма «Изгой» Тома Хэнкса.

## Галерея

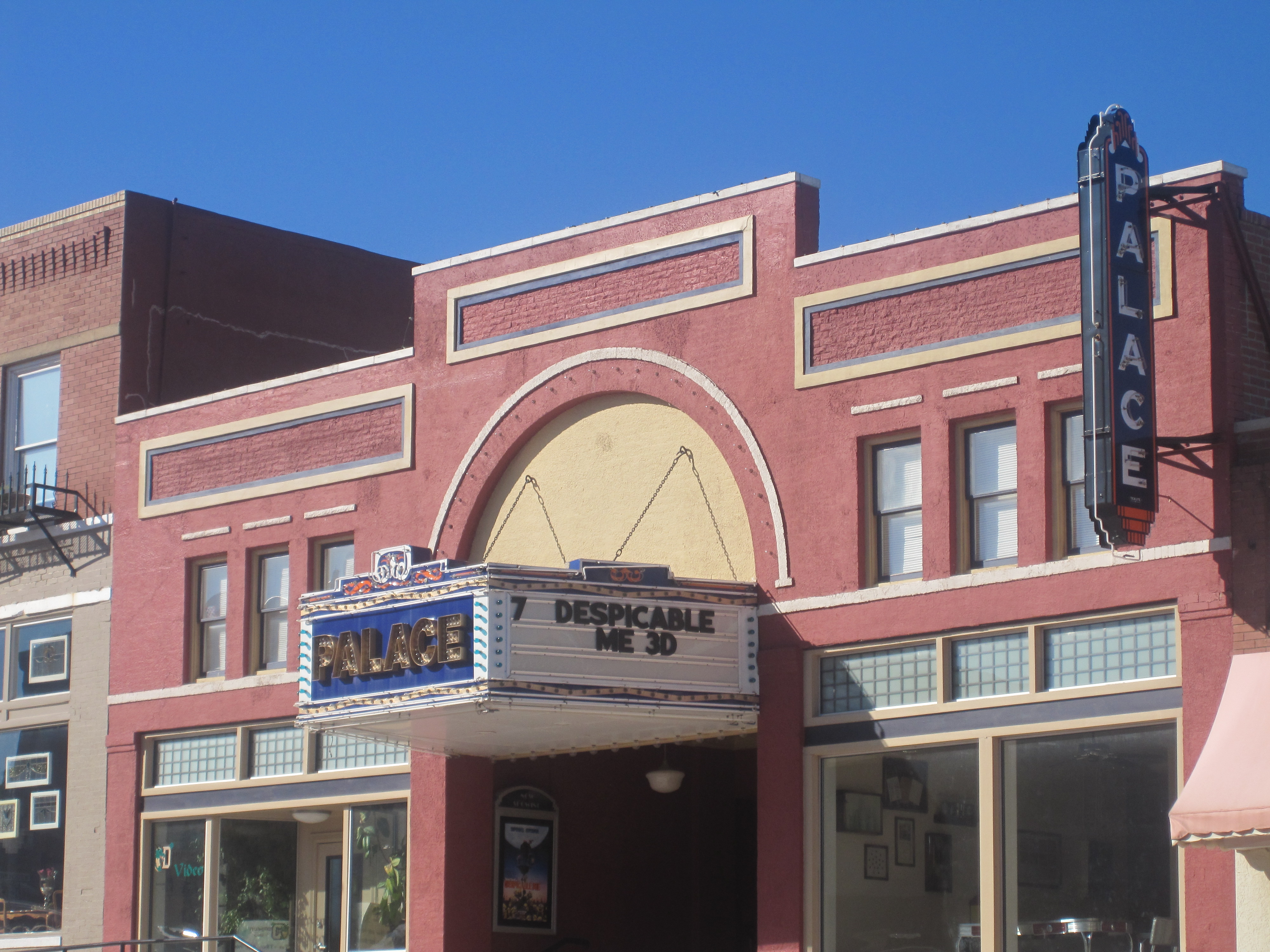
Театр Palace Theater с центре Канейдиана, отреставрированный за $1 млн. долларов, которые были пожертвованы торговцем фьючерсами Салемом Абрахамом.
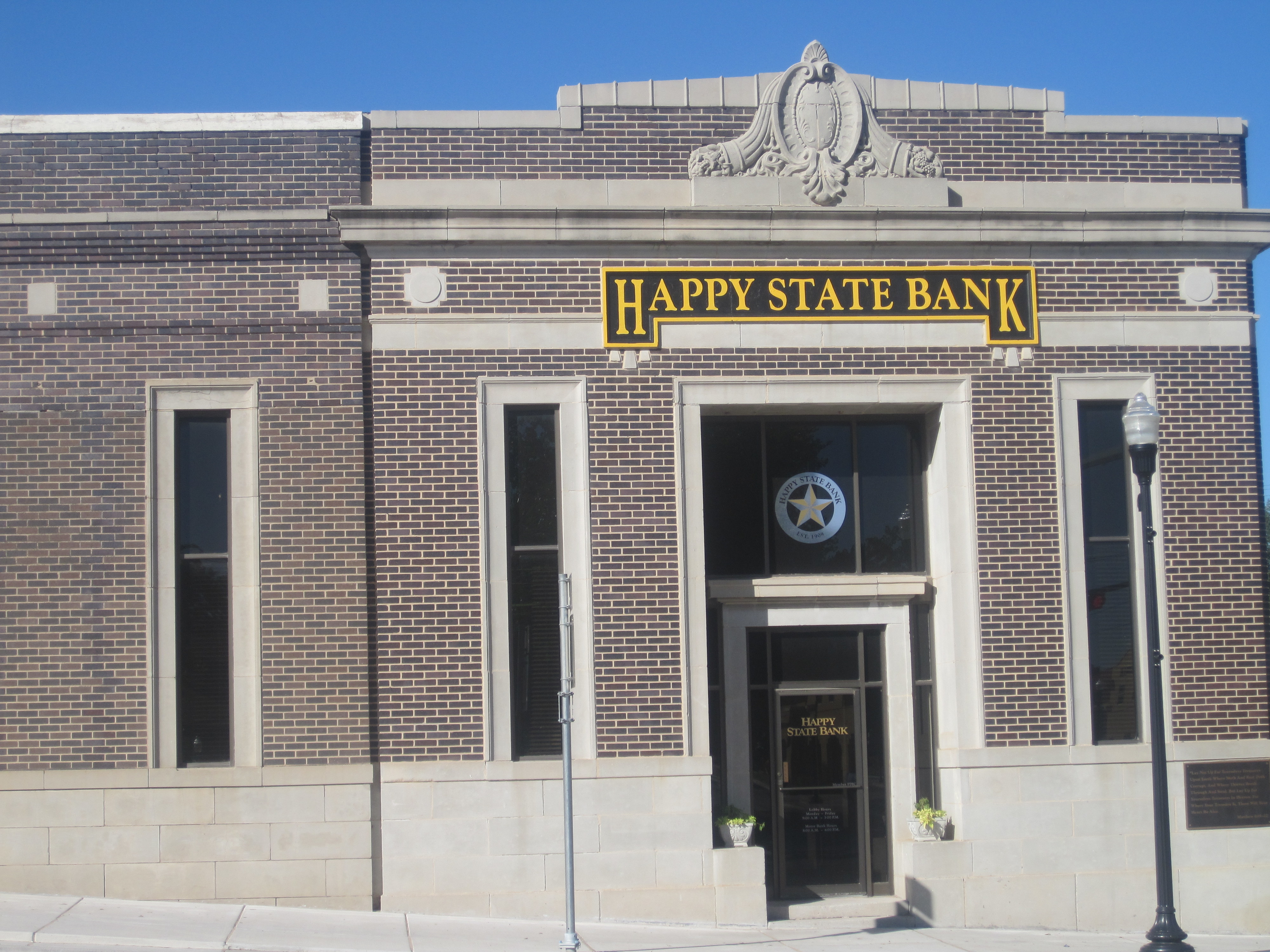
Здание банка Happy State Bank and Trust.
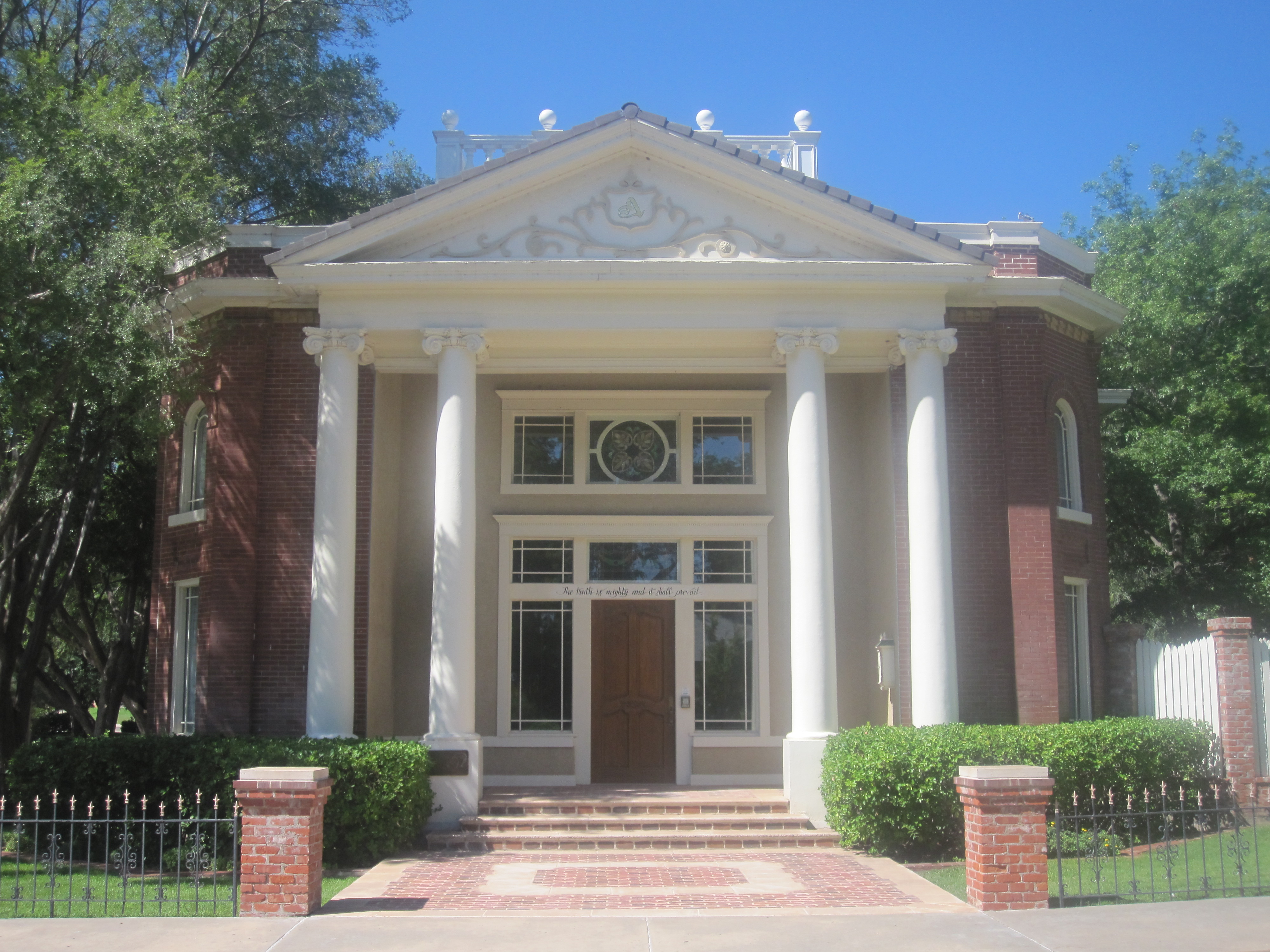
Организация «цитадель искусств».